# Dillan Lauren
Dillan Lauren (née le 11 août 1982 à Philadelphie) est une actrice de films pornographiques américaine.

## Biographie
Elle a des origines moitié espagnole et moitié italienne. À 16 ans Dilane fait du striptease.
Elle débute en 2003 dans l'industrie du X, elle joue dans les films tels qu'"Anal Trainer 10" & "Baker's Dozen". Dans la série "Family Business" sur Showtime, elle se bagarre avec Ava Vincent dans l'épisode où le cousin Stevie veut faire un film uniquement avec des filles.

## Récompenses et nominations
- 2008 : AVN Award Nommée, Best Oral Sex Scene - Film for: Flasher (2006) (V) Dillan Lauren & Luccia
- 2006 : AVN Award, Best Group Sex Scene - Film for: Darkside (2005) (Alicia Alighatti, Penny Flame, Hillary Scott, Randy Spears, John West)

## Filmographie sélective
- Slutty & Sluttier 4 (2007)
- Flasher (2006)
- Naughty Office 4 (2006)
- Dressed for Sex (2006)
- Girlvana (2005)
- 5 Guy Cream Pie 17 (2005)
- Anal Addicts 20 (2005)
- Anal Expedition 8 (2005)
- Anal Trainer 10 (2005)
- Anal Violation (2005)
- Diabolic 2 on 1 20 (2005)
- Darkside (2005)
- Dillan's Day Off (2005)
- Double Dip 'er 4 (2005)
- Double Dip-Her (2005)
- Down The Hatch 14 (2004)
- Your Azz Iz Mine (2005)
- Bet Your Ass (2004) (V)
- Absolute Ass (2004) (V)
- Anal Nitrate (2004) (V)
- Assault That Ass 5 (2004)
- Baker's Dozen (2004)
- Big Cock Seductions 14 (2004)